# Georges Dufrénoy
Georges Dufrénoy (Thiais, 20 giugno 1870 – Salles-Arbuissonnas-en-Beaujolais, 9 dicembre 1943) è stato un pittore francese post-impressionista, appartenente al gruppo "Fauves".

## Biografia
Dufrènoy nacque a Thiais in Francia. I genitori abitavano a Parigi, in un palazzo storico del XVII secolo in cui egli visse per tutta la vita. Studiò presso la scuola Catholic Oratoriens sino ai 17 anni; dopo, con qualche esitazione tra gli studi di architettura e pittura, Dufrènoy decise di diventare pittore.
Studiò con Jean Paul Laurens all'Académie Julian dal 1887. Nel 1890 fu allievo per due anni di Désiré Laugier. I suoi primi dipinti, che espose a partire dal 1895, erano molto influenzati dall'impressionismo. Nel 1902 fece il primo viaggio a Venezia, un luogo del quale rimase impressionato e dove volle ritornare quasi ogni anno fino al 1939, con una pausa durante gli anni della prima guerra mondiale. A Venezia scoprì i grandi maestri veneziani Tiziano, Tintoretto e Veronese.

## Musei e dipinti di Dufrénoy

### Musei francesi
- Musée du Luxembour:
  -  Le Palais Pisani à Venise
  -  Le violon 1926
  - Portail de palais à Venise 1930

- Musée National d'Art Moderne - Centro Georges Pompidou:
  - Vue de Sienne 1907

- Palais de Tokyo: 
  - Nature morte à la Langouste 1930

- Musées de la ville de Paris:
  - Le vieille Hôtel Fieubet à Paris 1935
  - Intérieur 1936
  - La villa Paradiso à Gênes 1938

- Maison Victor Hugo de Paris: 
  - La maison Victor Hugo à Bruxelles 1933

- Musée Toulouse-Lautrec d'Albi:
  - Place des Vosges un jour de pluie
  - Saint Etienne la Varenne en Beaujolais

- Musée des Beaux-Arts de Nantes: 
  - Nature morte au faisan 1928

- Musée de la ville de Saint-Quentin-en-Yvelines: 
  - Les Tuileries

### Altri musei
- Pushkin Museum of Fine Arts: 
  - L'omnibus Bastille-Madeleine 1906

- National Museum of Serbia: 
  - Nature morte aux fleurs 1935

- Carnegie Museums of Pittsburgh: 
  - La nature morte au violon 1929

- Birmingham Museum & Art Gallery: 
  - La Place des Vosges 1928

- Chrysler Foundation - Detroit (Michigan): 
  - La place de la Bastille

- Musée National des Beaux-Arts d'Alger: 
  - Place des Vosges

- Musée des Beaux-Arts de Gand: 
  - Vue de Sienne

- Musée royal d'art moderne à Bruxelles: 
  - Nature morte au piano-forte et au violon